# Дулов Василь Васильович
Дулов Василь Васильович (25 серпня 1924, Лалово, Мукачівський район, Закарпатська область — 2006) — український радянський промисловець галузі будівництва. Депутат Мукачівської міської ради кількох скликань. Заслужений будівельник України (1975).

## Біографія
Народився у селі Лалово Мукачівського району. Навчався в Мукачівській гімназії, у Московському інженерно-будівельному інституті (заочно).
Трудову діяльність Василь Дулов розпочав у 1947 році. В 1948 році був завідувачем котлопункту, в 1949 — майстром будівельно-монтажних робіт БМП-173, а з 1950 по 1959 рік — завідувачем буддвору. З 1961 по 1966 рік Василь Дулов керує трестом «Закарпатбуд». У 1965 році був призначений начальником ПМК-98, де працював до 1986 року. Вийшовши на пенсію, продовжував працювати в рідному колективі. Його загальний трудовий стаж — 53 роки.
Під орудою Василя Дулова було збудовано низку житлових будинків у місті Мукачевому: у мікрорайонах Окружної, Закарпатської, Верді, Івана Франка, Руської; об'єкти соціально-побутові та промислові: Свалявський лісохімкомбінат, Свалявський та Тересвянський доки, Іршавський винзавод, Чопська митниця, Мукачівський хлібокомбінат, цехи заводів «Мукачівприлад» та ім. Кірова, критий ринок у Мукачеві, школи № 10, 11, 13, дитячі садки, гуртожитки, магазини. У місті Хусті побудовано унікальну фетро-фільцеву фабрику. Дулов першим у області впровадив великопанельне будівництво, за його керівництва збудовано 565 тис. кв. м житла, або 9915 квартир.
У всій області здійснено велику розбудову медичних закладів. Тільки в місті Мукачевому зведено обласну дитячу поліклініку, пологовий будинок і терапевтичний корпус. У Сваляві — лікарню та Будинок дитини. Реалізовані такі об'єкти, як адмінбудинки у Сваляві, Мукачеві, Воловці; Будинок побуту в Мукачеві; в Ужгороді — Будбанк, адмінбудинок УВС, Будинок політосвіти (нині економічний факультет Ужгородського державного університету) та будинок СБУ; турбаза в Мукачевому; будинок статуправління в Мукачеві та Ужгороді; профтехучилище № 8 для підготовки будівельників у Мукачеві та Сваляві; школи-інтернати в Берегові, Перечині, Великому Бичкові. Реконструйовано пивоварний завод у Мукачевому, шахту № 9 в Солотвині. Побудовано заводи «Електрон» у містах Сваляві і Воловці, цехи заводу «Будіндустрія» та багато інших об'єктів промисловості.
Василь Дулов брав активну участь у громадському житті Мукачевого, неодноразово обирався депутатом Мукачівської міської ради.
Помер 2006 року.

## Відзнаки
За високі показники та організаторські здібності був нагороджений орденом Трудового Червоного Прапора в 1971 році, здобув почесне звання заслуженого будівельника України в 1975 році.
Василь Дулов — почесний громадянин міста Мукачева (1999).